# ميكي مودي
ميكي مودي (بالإنجليزية: Micky Moody)‏ هو عازف قيثارة وكاتب أغاني ومغني بريطاني، ولد في 30 أغسطس 1950 في ميدلزبرة في المملكة المتحدة.

## وصلات خارجية
- ميكي مودي على موقع IMDb (الإنجليزية)
- ميكي مودي على موقع ميوزك برينز (الإنجليزية)
- ميكي مودي على موقع أول ميوزيك (الإنجليزية)
- ميكي مودي على موقع ديسكوغز (الإنجليزية)